# 飯沼街道
飯沼街道（いいぬまかいどう）は、水戸街道水戸宿（茨城県水戸市）から分岐して、銚子街道の飯沼観音（千葉県銚子市）に至る街道である。

## 概要
水戸街道の水戸宿（水戸市本町）から鹿嶋市を経由して銚子市飯沼町の飯沼観音に至る街道である。現在は国道51号（水戸市〜鹿嶋市）と国道124号（鹿嶋市〜銚子市）が主に踏襲している。

## 経由地
水戸市 - 東茨城郡大洗町 - 鉾田市 - 鹿嶋市  - 神栖市 - 銚子市